# Chile en los Juegos Bolivarianos
Chile participa en los Juegos Bolivarianos desde la edición de 2013, luego de adherirse a la ODEBO. 
El país está representado en los Juegos Bolivarianos por el Comité Olímpico de Chile
y hasta el momento no ha sido sede del evento.

## Medallero histórico
| Año   | País                | Sede        | Posición | Oro | Plata | Bronce | Total |
| ----- | ------------------- | ----------- | -------- | --- | ----- | ------ | ----- |
| 2013  | Bandera de Perú     | Trujillo    | 5/11     | 44  | 57    | 79     | 180   |
| 2017  | Bandera de Colombia | Santa Marta | 3/11     | 43  | 40    | 71     | 154   |
| 2022  | Bandera de Colombia | Valledupar  |          | 26  | 34    | 57     | 117   |
| Total | Total               |             | 7/11     | 87  | 97    | 150    | 334   |

### Medallistas 2013
| Medalla           | Deportista | Deporte             | Evento                                 | Sede          |
| ----------------- | --- | ------------------- | -------------------------------------- | ------------- |
| Medalla de oro    | Leslie Encina | Atletismo           | 5000 m                                 | Trujillo 2013 |
| Medalla de oro    | Leslie Encina | Atletismo           | 10000 m                                | Trujillo 2013 |
| Medalla de oro    | Daniel Zupeuc | Atletismo           | Salto con pértiga                      | Trujillo 2013 |
| Medalla de oro    | Karen Gallardo | Atletismo           | Lanzamiento de disco                   | Trujillo 2013 |
| Medalla de oro    | Miguel Soto Roger Carrillo Franco Bosquez                                                                              | Pesca subacuática   | Equipo                                 | Trujillo 2013 |
| Medalla de oro    | Miguel Soto | Pesca subacuática   | Individual                             | Trujillo 2013 |
| Medalla de oro    | Juan Raffo | Gimnasia artística  | Anillos                                | Trujillo 2013 |
| Medalla de oro    | Julián Gonzalez Ignacio Trucco                                                                                         | Pelota vasca        | 30 m frontenis                         | Trujillo 2013 |
| Medalla de oro    | Esteban Grimalt Marco Grimalt                                                                                          | Voleibol de playa   | Dos remos largos                       | Trujillo 2013 |
| Medalla de oro    | Jhonnathan Taffra José Taffra                                                                                          | Canotaje            | C2-1000 m                              | Trujillo 2013 |
| Medalla de oro    | Jhonnathan Taffra | Canotaje            | C1-1000 m                              | Trujillo 2013 |
| Medalla de oro    | Nancy Millán Diana Paillalef                                                                                           | Canotaje            | C2-1000 m                              | Trujillo 2013 |
| Medalla de oro    | Ysumy Orellana | Canotaje            | K1-200 m                               | Trujillo 2013 |
| Medalla de oro    | Ysumy Orellana Fabiola Zamorano                                                                                        | Canotaje            | K2-200 m                               | Trujillo 2013 |
| Medalla de oro    | Enrique Rojas | Billar              | Diez bolas                             | Trujillo 2013 |
| Medalla de oro    | Alejandro Carvajal Enrique Rojas                                                                                       | Billar              | Diez bolas por equipo                  | Trujillo 2013 |
| Medalla de oro    | Karla Vallejos | Ciclismo            | Carrera por puntos                     | Trujillo 2013 |
| Medalla de oro    | Felipe Alvear Pablo Alvear Rubén Silva                                                                                 | Esgrima             | Florete por equipos                    | Trujillo 2013 |
| Medalla de oro    | Emanuelle Silva | Patinaje            | 200 m contrarreloj                     | Trujillo 2013 |
| Medalla de oro    | Rafael Romo | Judo                | 90 kg                                  | Trujillo 2013 |
| Medalla de oro    | Italo Cordova | Judo                | 100 kg                                 | Trujillo 2013 |
| Medalla de oro    | Gabriela Bruna | Karate              | 50 kg                                  | Trujillo 2013 |
| Medalla de oro    | Lorena Salamanca | Karate              | 68 kg                                  | Trujillo 2013 |
| Medalla de oro    | Bernardo Guerrero Nelson Martinez Rodrigo Muñoz Fabián Oyarzún                                                         | Remo                | Cuatro peso ligero                     | Trujillo 2013 |
| Medalla de oro    | Óscar Vásquez Felipe Leal                                                                                              | Remo                | Dos pares sin timón                    | Trujillo 2013 |
| Medalla de oro    | Luis Saumann Felipe Fuentes Óscar Vásquez Felipe Leal                                                                  | Remo                | Cuatro sin timonel                     | Trujillo 2013 |
| Medalla de oro    | Luis Saumann Felipe Fuentes Luciano Greco Bernardo Guerrero Nivaldo Yáñez Fabián Oyarzún Nelson Martinez Rodrigo Muñoz | Remo                | Ocho por equipos                       | Trujillo 2013 |
| Medalla de oro    | Melita Abraham | Remo                | Individual                             | Trujillo 2013 |
| Medalla de oro    | Melita Abraham Antonia Abraham                                                                                         | Remo                | Pares                                  | Trujillo 2013 |
| Medalla de oro    | Selección de rugby 7 de Chile                                                                                          | Rugby a siete       | Torneo masculino                       | Trujillo 2013 |
| Medalla de oro    | Elías San Martín Mauricio Huerta Gonzalo Moncada                                                                       | Tiro                | Rifle de 10 m por equipo               | Trujillo 2013 |
| Medalla de oro    | Elías San Martín | Tiro                | 50 m rifle tres posiciones por 40      | Trujillo 2013 |
| Medalla de oro    | Marcos Huerta Gonzalo Moncada Elías San Martín                                                                         | Tiro                | 50 m rifle tres posiciones por equipos | Trujillo 2013 |
| Medalla de oro    | Francisca Crovetto | Tiro                | Skeet                                  | Trujillo 2013 |
| Medalla de oro    | Oliver Elliot | Natación            | 50 m libres                            | Trujillo 2013 |
| Medalla de oro    | Kristel Kobrich | Natación            | 1500 m                                 | Trujilli 2013 |
| Medalla de oro    | Jaime Olivares Alejandro Rodríguez                                                                                     | Tenis de mesa       | Dobles                                 | Trujillo 2013 |
| Medalla de oro    | Gustavo Gómez Manuel Moya Jaime Olivares Alejandro Rodríguez                                                           | Tenis de mesa       | Equipo masculino                       | Trujillo 2013 |
| Medalla de oro    | Natalia Castellano Katherine Low Berta Rodríguez Maria Vega                                                            | Tenis de mesa       | Equipo femenino                        | Trujillo 2013 |
| Medalla de oro    | Guillermo Nuñez | Tenis               | Individual                             | Trujillo 2013 |
| Medalla de oro    | Jorge Aguilar Nicolás Jarry Guillermo Nuñez                                                                            | Tenis               | Equipo masculino                       | Trujillo 2013 |
| Medalla de oro    | Ivania Martinic Guillermo Nuñez                                                                                        | Tenis               | Dobles mixto                           | Trujillo 2013 |
| Medalla de oro    | Selección chilena | Voleibol            | Torneo masculino                       | Trujillo 2013 |
| Medalla de oro    | Emile Ritter | Esquí náutico       | Figuras                                | Trujillo 2013 |
| Medalla de plata  | Guillermo Aguilar | Tiro con arco       | Recurvo 30 m                           | Trujillo 2013 |
| Medalla de plata  | Andres Aguilar | Tiro con arco       | Recurvo 90 m                           | Trujillo 2013 |
| Medalla de plata  | Iván Lopez | Atletismo           | 1500 m                                 | Trujillo 2013 |
| Medalla de plata  | Iván Lopez | Atletismo           | 5000 m                                 | Trujillo 2013 |
| Medalla de plata  | Cristhoper Guajardo | Atletismo           | Media maratón                          | Trujillo 2013 |
| Medalla de plata  | Felipe Fuentes | Atletismo           | Salto con garrocha                     | Trujillo 2013 |
| Medalla de plata  | Javiera Errázuriz | Atletismo           | 400 m vallas                           | Trujillo 2013 |
| Medalla de plata  | Fernando Celaya | Pelota vasca        | Pelota de goma 30 m                    | Trujillo 2013 |
| Medalla de plata  | Natalia Bozzo Andrea Salgado                                                                                           | Pelota vasca        | Frontenis 30 m                         | Trujillo 2013 |
| Medalla de plata  | Rosario Valderrama Zita Solas                                                                                          | Pelota vasca        | Pelota goma 30 m                       | Trujillo 2013 |
| Medalla de plata  | Natalia Bozzo Andrea Salgado Zita Solas Rosario Valderrama Fernando Celaya Julián Gonzalez Ignacio Trucco              | Pelota vasca        | Pelota frontón mixto                   | Trujillo 2013 |
| Medalla de plata  | Camila Pazdirek Francisca Rivas                                                                                        | Voleibol de playa   | Torneo femenino                        | Trujillo 2013 |
| Medalla de plata  | Miguel Veliz | Boxeo               | 91 kg                                  | Trujillo 2013 |
| Medalla de plata  | Álvaro Torres | Canotaje            | C1-200 m                               | Trujillo 2013 |
| Medalla de plata  | René Susperreguy Jean Valdebenito                                                                                      | Canotaje            | K2-1000 m                              | Trujillo 2013 |
| Medalla de plata  | Rodrigo Gonzalez René Susperreguy Jean Valdebenito Miguel Valencia                                                     | Canotaje            | K4-1000 m                              | Trujillo 2013 |
| Medalla de plata  | Diana Paillalef | Canotaje            | C1-200 m                               | Trujillo 2013 |
| Medalla de plata  | Diana Paillalef | Canotaje            | C1- 500 m                              | Trujillo 2013 |
| Medalla de plata  | Nancy Millán Diana Paillalef                                                                                           | Canotaje            | C2-200 m                               | Trujillo 2013 |
| Medalla de plata  | Enrique Rojas Alejandro Carvajal                                                                                       | Billar              | Nueve bolas por equipo                 | Trujillo 2013 |
| Medalla de plata  | Enrique Rojas Alejandro Carvajal                                                                                       | Billar              | Ocho bolas por equipos                 | Trujillo 2013 |
| Medalla de plata  | Gonzalo Garrido | Ciclismo de ruta    | Ruta 160 km                            | Trujillo 2013 |
| Medalla de plata  | Antonio Cabrera Luis Sépulveda                                                                                         | Ciclismo de pista   | Madison                                | Trujillo 2013 |
| Medalla de plata  | Luis Sépulveda | Ciclismo de pista   | Carrera por puntos                     | Trujillo 2013 |
| Medalla de plata  | Paris Inostroza Heinz Nickel Rolf Nickel                                                                               | Esgrima             | Espada por equipos                     | Trujillo 2013 |
| Medalla de plata  | Felipe Alvear | Esgrima             | Florete                                | Trujillo 2013 |
| Medalla de plata  | Paula Silva | Esgrima             | Florete                                | Trujillo 2013 |
| Medalla de plata  | Bárbara García Paula Silva Alejandra Muñoz                                                                             | Esgrima             | Florete por equipos                    | Trujillo 2013 |
| Medalla de plata  | Selección chilena | Hockey sobre césped | Torneo masculino                       | Trujillo 2013 |
| Medalla de plata  | Selección chilena | Balonmano           | Torneo femenino                        | Trujillo 2013 |
| Medalla de plata  | María José Moya | Patinaje            | 200 m contrarreloj                     | Trujillo 2013 |
| Medalla de plata  | Bernardo Guerrero | Remo                | Single Peso ligero                     | Trujillo 2013 |
| Medalla de plata  | Max Grandón Carlos Munnier                                                                                             | Remo                | Pares                                  | Trujillo 2013 |
| Medalla de plata  | Josefa Vila | Remo                | Single peso ligero                     | Trujillo 2013 |
| Medalla de plata  | Romina Alarcón Josefa Vila                                                                                             | Remo                | Dobles peso ligero                     | Trujillo 2013 |
| Medalla de plata  | Santiago Ugarte | Vela                | Clase Optimist                         | Trujillo 2013 |
| Medalla de plata  | Gonzalo Moncada | Tiro                | 50 m rifle tres posiciones             | Trujillo 2013 |
| Medalla de plata  | Jorge Atalah | Tiro                | Skeet                                  | Trujillo 2013 |
| Medalla de plata  | Jorge Atalah Marcelo Yarad Nicolás Massoud                                                                             | Tiro                | Skeet por equipos                      | Trujillo 2013 |
| Medalla de plata  | Gabriela Lobos | Tiro                | 10 m rifle                             | Trujillo 2013 |
| Medalla de plata  | Giselle Delgado Ana María Pinto Sandra Pinto                                                                           | Squash              | Equipo femenino                        | Trujillo 2013 |
| Medalla de plata  | Kristel Kobrich | Natación            | 400 m                                  | Trujillo 2013 |
| Medalla de plata  | Kristel Kobrich | Natación            | 800 m                                  | Trujillo 2013 |
| Medalla de plata  | Katherine Low | Tenis de mesa       | Individual                             | Trujillo 2013 |
| Medalla de plata  | Camilo Perez | Taekwondo           | 54 kg                                  | Trujillo 2013 |
| Medalla de plata  | Angelo Ramos | Taekwondo           | 87 kg                                  | Trujillo 2013 |
| Medalla de plata  | Victoria Álvarez | Taekwondo           | 46 kg                                  | Trujillo 2013 |
| Medalla de plata  | Felipe Van de Wyngard                                                                                                  | Triatlón            | Individual                             | Trujillo 2013 |
| Medalla de plata  | Roger Carrillo | Pesca subácuatica   | Individual                             | Trujillo 2013 |
| Medalla de plata  | Emile Ritter | Esquí náutico       | Saltos                                 | Trujillo 2013 |
| Medalla de plata  | Emile Ritter | Esquí náutico       | Concurso completo                      | Trujillo 2013 |
| Medalla de plata  | Pascale Ritter | Esquí náutico       | Concurso completo                      | Trujillo 2013 |
| Medalla de plata  | Pascale Ritter | Esquí náutico       | Saltos                                 | Trujillo 2013 |
| Medalla de plata  | Gabriela Vera | Halterofilia        | 53 kg arranque                         | Trujillo 2013 |
| Medalla de plata  | Gabriela Vera | Halterofilia        | 53 kg envión                           | Trujillo 2013 |
| Medalla de plata  | Gabriela Vera | Halterofilia        | 53 kg                                  | Trujillo 2013 |
| Medalla de plata  | María Fernanda Váldes                                                                                                  | Halterofilia        | 75 kg envión                           | Trujillo 2013 |
| Medalla de bronce | Andres Aguilar | Tiro con arco       | Recurvo olímpico                       | Trujillo 2013 |
| Medalla de bronce | Andres Aguilar | Tiro con arco       | Recurvo 30 m                           | Trujillo 2013 |
| Medalla de bronce | Maximiliano Alonso | Atletismo           | Lanzamiento de bala                    | Trujillo 2013 |
| Medalla de bronce | Maximiliano Alonso | Atletismo           | Lanzamiento de disco                   | Trujillo 2013 |
| Medalla de bronce | Isidora Jiménez Carolina Castillo Javiera Errázuriz Fernanda Mackenna                                                  | Atletismo           | 4 x 400 m                              | Trujillo 2013 |
| Medalla de bronce | Ivana Gallardo | Atletismo           | Lanzamiento de disco                   | Trujillo 2013 |
| Medalla de bronce | Carolina Castillo | Atletismo           | Heptatlón                              | Trujillo 2013 |
| Medalla de bronce | Christian Bruno Maximilian Fingerhuth Juan Gonzalez Felipe Piña Juan Raffo                                             | Gimnasia            | Equipo                                 | Trujillo 2013 |
| Medalla de bronce | Felipe Piña | Gimnasia            | Suelo                                  | Trujillo 2013 |
| Medalla de bronce | Selección chilena | Baloncesto          | Torneo femenino                        | Trujillo 2013 |
| Medalla de bronce | Julian Gonzalez Ignacio Trucco                                                                                         | Pelota vasca        | Pelota frontón                         | Trujillo 2013 |
| Medalla de bronce | Natalia Bozzo Rosario Valderrama                                                                                       | Pelota vasca        | Pelota frontón                         | Trujillo 2013 |
| Medalla de bronce | Daniel Muñoz | Boxeo               | 69 kg                                  | Trujillo 2013 |
| Medalla de bronce | Natalia Mattus | Boxeo               | 60 kg                                  | Trujillo 2013 |
| Medalla de bronce | Jhonnathan Taffra Álvaro Torres                                                                                        | Canotaje            | C2-200 m                               | Trujillo 2013 |
| Medalla de bronce | Ysumy Orellana Fabiola Zamorano                                                                                        | Canotaje            | K2-500 m                               | Trujillo 2013 |
| Medalla de bronce | Alejandro Carvajal | Billar              | Ocho bolas                             | Trujillo 2013 |
| Medalla de bronce | Alejandro Carvajal | Billar              | Nueve bolas                            | Trujillo 2013 |
| Medalla de bronce | Gonzalo Aravena | Ciclismo BMX        | Individual                             | Trujillo 2013 |
| Medalla de bronce | Cristopher Mansilla | Ciclismo de pista   | Omnium                                 | Trujillo 2013 |
| Medalla de bronce | Luis Sépulveda Luis Mansilla Felipe Peñaloza Antonia Cabrera                                                           | Ciclismo            | Persecución por equipos                | Trujillo 2013 |
| Medalla de bronce | Luis Mansilla | Ciclismo            | Scratch                                | Trujillo 2013 |
| Medalla de bronce | Paola Muñoz | Ciclismo            | Omnium                                 | Trujillo 2013 |
| Medalla de bronce | Denisse Ahumada Valentina Monsalve Paola Muñoz Karla Vallejos                                                          | Ciclismo            | Persecución individual                 | Trujillo 2013 |
| Medalla de bronce | Diego Carquín Donato Neglia                                                                                            | Saltos Ornamentales | 3 m sincronizado                       | Trujillo 2013 |
| Medalla de bronce | Wendy Espina Paula Sotomayor                                                                                           | Saltos Ornamentales | 3 m Sincronizado                       | Trujillo 2013 |
| Medalla de bronce | Paris Inostroza | Esgrima             | Espada                                 | Trujillo 2013 |
| Medalla de bronce | Caterine Bravo Rudy Alarcón Pía Montecinos                                                                             | Esgrima             | Espada por equipos                     | Trujillo 2013 |
| Medalla de bronce | Rubén Silva | Esgrima             | Florete                                | Trujillo 2013 |
| Medalla de bronce | Barbara García | Esgrima             | Florete                                | Trujillo 2013 |
| Medalla de bronce | Jorge Reyes | Patinaje            | Media maratón                          | Trujillo 2013 |
| Medalla de bronce | María José Moya | Patinaje            | 500 m                                  | Trujillo 2013 |
| Medalla de bronce | Valeria Riffo | Patinaje            | Maratón                                | Trujillo 2013 |
| Medalla de bronce | Juan San Martín | Judo                | 66 kg                                  | Trujillo 2013 |
| Medalla de bronce | Fernando Salazar | Judo                | 81 kg                                  | Trujillo 2013 |
| Medalla de bronce | Karina Orellana | Judo                | 63 kg                                  | Trujillo 2013 |
| Medalla de bronce | Giordana Gutierrez | Judo                | 78 kg                                  | Trujillo 2013 |
| Medalla de bronce | Giordana Gutierrez | Judo                | Categoría abierta                      | Trujillo 2013 |
| Medalla de bronce | Miguel Soffia | Karate              | 60 kg                                  | Trujillo 2013 |
| Medalla de bronce | Jorge Acevedo | Karate              | 84 kg                                  | Trujillo 2013 |
| Medalla de bronce | Jorge Avecedo Miguel Soffia Fernando Correa Alejandro Mellado Miguel Dubó                                              | Karate              | Equipo Kumite                          | Trujillo 2013 |
| Medalla de bronce | Yessy Reyes | Karate              | 55 kg                                  | Trujillo 2013 |
| Medalla de bronce | Daniela Lepín | Karate              | 61 kg                                  | Trujillo 2013 |
| Medalla de bronce | Tamara Lucero | Karate              | +68 kg                                 | Trujillo 2013 |
| Medalla de bronce | Angela Grisar | Raquetbol           | Individual                             | Trujillo 2013 |
| Medalla de bronce | Angela Grisar Carla Muñoz                                                                                              | Raquetbol           | Dobles                                 | Trujillo 2013 |
| Medalla de bronce | Angela Grisar Carla Muñoz                                                                                              | Raquetbol           | Equipo                                 | Trujillo 2013 |
| Medalla de bronce | Rodrigo Muñoz Nivaldo Yáñez                                                                                            | Remo                | Duo peso ligero                        | Trujillo 2013 |
| Medalla de bronce | Elías San Martín Gonzalo Moncada Mauricio Huerta                                                                       | Tiro                | 50 m rifle por equipos                 | Trujillo 2013 |
| Medalla de bronce | Maximiliano Camiruaga Jaime Pinto Rodrigo Sauvalle                                                                     | Squash              | Equipo                                 | Trujillo 2013 |
| Medalla de bronce | Ana María Pinto | Squash              | Individual                             | Trujillo 2013 |
| Medalla de bronce | Giselle Delgado Ana Maria Pinto                                                                                        | Squash              | Dobles                                 | Trujillo 2013 |
| Medalla de bronce | Sandra Pinto Rodrigo Sauvalle                                                                                          | Squash              | Dobles mixto                           | Trujillo 2013 |
| Medalla de bronce | Isidora Letelier | Nado sincronizado   | Solo                                   | Trujillo 2013 |
| Medalla de bronce | Sol Lavaud Isidora Letelier                                                                                            | Nado sincronizado   | Dueto                                  | Trujillo 2013 |
| Medalla de bronce | Kristel Kobrich | Natación            | 200 m combinados                       | Trujillo 2013 |
| Medalla de bronce | Renato Arellano | Surf                | Drop Knee                              | Trujillo 2013 |
| Medalla de bronce | Margarita de la Adrovez                                                                                                | Surf                | SUP                                    | Trujillo 2013 |
| Medalla de bronce | Alan Vogt | Surf                | SUP                                    | Trujillo 2013 |
| Medalla de bronce | Jaime Olivares | Tenis de mesa       | Individual                             | Trujillo 2013 |
| Medalla de bronce | Gustavo Gómez Manuel Moya                                                                                              | Tenis de mesa       | Dobles                                 | Trujillo 2013 |
| Medalla de bronce | Maria Vega | Tenis de mesa       | Individual                             | Trujillo 2013 |
| Medalla de bronce | Berta Rodríguez | Tenis de mesa       | Individual                             | Trujillo 2013 |
| Medalla de bronce | Berta Rodríguez Katherine Low                                                                                          | Tenis de mesa       | Dobles                                 | Trujillo 2013 |
| Medalla de bronce | Natalia Castellano Maria Vega                                                                                          | Tenis de mesa       | Dobles                                 | Trujillo 2013 |
| Medalla de bronce | Berta Rodríguez Manuel Moya                                                                                            | Tenis de mesa       | Dobles mixto                           | Trujillo 2013 |
| Medalla de bronce | Maria Vega Jaime Olivares                                                                                              | Tenis de mesa       | Dobles mixto                           | Trujillo 2013 |
| Medalla de bronce | Franco Bosquez | Pesca subácuatica   | Individual                             | Trujillo 2013 |
| Medalla de bronce | Ignacio Morales | Taekwondo           | 58 kg                                  | Trujillo 2013 |
| Medalla de bronce | Patricia Figueroa | Taekwondo           | 67 kg                                  | Trujillo 2013 |
| Medalla de bronce | Tomás Olavarria Felipe Diaz Andrea Longueira Felipe Van de Wyngard                                                     | Triatlón            | Relevo mixto                           | Trujillo 2013 |
| Medalla de bronce | Emile Ritter | Esquí náutico       | Slalom                                 | Trujillo 2013 |
| Medalla de bronce | Francisco Barrera | Halterofilia        | 56 kg envión                           | Trujillo 2013 |
| Medalla de bronce | Francisco Barrera | Halterofilia        | 56 kg total                            | Trujillo 2013 |
| Medalla de bronce | Massiel Rojas | Halterofilia        | 58 kg arranque                         | Trujillo 2013 |
| Medalla de bronce | Massiel Rojas | Halterofilia        | 58 kg envión                           | Trujillo 2013 |
| Medalla de bronce | Massiel Rojas | Halterofilia        | 58 kg total                            | Trujillo 2013 |
| Medalla de bronce | María Fernanda Valdés                                                                                                  | Halterofilia        | 75 kg total                            | Trujillo 2013 |
| Medalla de bronce | Piero Burgos | Lucha libre         | 96 kg                                  | Trujillo 2013 |

## Medallistas
| Medalla           | Deportista | Deporte               | Evento                             | Sede             |
| ----------------- | --- | --------------------- | ---------------------------------- | ---------------- |
| Medalla de oro    | Carlos Díaz | Atletismo             | 1500 m                             | Santa Marta 2017 |
| Medalla de oro    | Carlos Díaz | Atletismo             | 5000 m                             | Santa Marta 2017 |
| Medalla de oro    | Hevertt Álvarez | Atletismo             | Lanzamiento de martillo            | Santa Marta 2017 |
| Medalla de oro    | Natalia Ducó | Atletismo             | Lanzamiento de bala                | Santa Marta 2017 |
| Medalla de oro    | Karen Gallardo | Atletismo             | Adiestramiento individual          | Santa Marta 2017 |
| Medalla de oro    | Paula Goñi Carmen Mansilla Maria Mackenna María Echeverría                                                                                                | Atletismo             | 4 x 400 m                          | Santa Marta 2017 |
| Medalla de oro    | Ricardo Soto | Tiro con arco         | Ronda olímpica recurvo             | Santa Marta 2017 |
| Medalla de oro    | Ricardo Soto | Tiro con arco         | 70 m recurvo                       | Santa Marta 2017 |
| Medalla de oro    | Selección chilena | Balonmano             | Torneo Masculino                   | Santa Marta 2017 |
| Medalla de oro    | Karen Roco María José Mailliard | Canotaje              | C2-500 m                           | Santa Marta 2017 |
| Medalla de oro    | Aranza Villalón | Ciclismo de ruta      | Contrarreloj                       | Santa Marta 2017 |
| Medalla de oro    | Rubén Silva Gustavo Alarcón Felipe Alvear | Esgrima               | Florete por equipos                | Santa Marta 2017 |
| Medalla de oro    | Santiago Varas | Esquí náutico         | Concurso completo                  | Santa Marta 2017 |
| Medalla de oro    | Valentina Gonzalez | Esquí náutico         | Concurso completo                  | Santa Marta 2017 |
| Medalla de oro    | Emile Ritter | Esquí náutico         | Saltos                             | Santa Marta 2017 |
| Medalla de oro    | Joel Álvarez | Gimnasia              | Barra fija                         | Santa Marta 2017 |
| Medalla de oro    | Thomas Briceño | Judo                  | 100 kg                             | Santa Marta 2017 |
| Medalla de oro    | Carolina Videla | Karate                | 61 kg                              | Santa Marta 2017 |
| Medalla de oro    | María Fernanda Valdés | Halterofilia          | Envión 90 kg                       | Santa Marta 2017 |
| Medalla de oro    | María Fernanda Valdés | Halterofilia          | 90 kg total                        | Santa Marta 2017 |
| Medalla de oro    | Kristel Kobrich | Natación              | 800 m libres                       | Santa Marta 2017 |
| Medalla de oro    | José Luis Díaz | Patinaje artístico    | Individual                         | Santa Marta 2017 |
| Medalla de oro    | Felipe Cárdenas | Remo                  | Single                             | Santa Marta 2017 |
| Medalla de oro    | Melita Abraham | Remo                  | Single                             | Santa Marta 2017 |
| Medalla de oro    | Antonia Abraham | Remo                  | 1X W                               | Santa Marta 2017 |
| Medalla de oro    | César Abaroa Eber Sanhueza | Remo                  | 2X LM                              | Santa Marta 2017 |
| Medalla de oro    | Isidora Niemeyer Josefa Vila | Remo                  | 2X LW                              | Santa Marta 2017 |
| Medalla de oro    | Ignacio Abraham Óscar Vásquez | Remo                  | 2X M                               | Santa Marta 2017 |
| Medalla de oro    | Antonia Abraham Melita Abraham | Remo                  | 2X W                               | Santa Marta 2017 |
| Medalla de oro    | Antonia Abraham Melita Abraham Victoria Hostetter Yoselin Carcamo                                                                                         | Remo                  | 4X W                               | Santa Marta 2017 |
| Medalla de oro    | Isidora Niemeyer Josefa Vila Melita Abraham Joselyn Carcamo                                                                                               | Remo                  | 4x LW                              | Santa Marta 2017 |
| Medalla de oro    | Selección de rugby 7 de Chile | Rugby a siete         | Torneo Masculino                   | Santa Marta 2017 |
| Medalla de oro    | Francisca Ríos | Taekwondo             | 53 kg                              | Santa Marta 2017 |
| Medalla de oro    | Sebastian Navea | Taekwondo             | 63 kg                              | Santa Marta 2017 |
| Medalla de oro    | Alexa Guarachi Daniela Seguel Fernanda Brito | Tenis                 | Copa naciones                      | Santa Marta 2017 |
| Medalla de oro    | Hans Podlipnik Tomás Barrios | Tenis                 | Dobles                             | Santa Marta 2017 |
| Medalla de oro    | Alexa Guarachi Daniela Seguel | Tenis                 | Dobles                             | Santa Marta 2017 |
| Medalla de oro    | Cristal Meneses Daniela Ortega Judith Morales María Vega                                                                                                  | Tenis de mesa         | Equipo                             | Santa Marta 2017 |
| Medalla de oro    | Manuel Sánchez | Tiro                  | 10 m pistola de aire               | Santa Marta 2017 |
| Medalla de oro    | Gonzalo Moncada | Tiro                  | 10 m rifle de aire                 | Santa Marta 2017 |
| Medalla de oro    | Anyelo Parada Eusebio Calderón Gonzalo Moncada | Tiro                  | 10 m rifle de aire por equipos     | Santa Marta 2017 |
| Medalla de oro    | Héctor Flores Jorge Atalah Matías Martinez | Tiro                  | Skeet por equipos                  | Santa Marta 2017 |
| Medalla de oro    | Francisca Crovetto | Tiro                  | Skeet                              | Santa Marta 2017 |
| Medalla de plata  | José Ballivián | Atletismo             | Lanzamiento de disco               | Santa Marta 2017 |
| Medalla de plata  | Macarena Reyes | Atletismo             | Salto de longitud                  | Santa Marta 2017 |
| Medalla de plata  | Selección chilena | Balonmano             | Torneo femenino                    | Santa Marta 2017 |
| Medalla de plata  | Carlos Arevalo Michael García | Canotaje              | C2-1000 m                          | Santa Marta 2017 |
| Medalla de plata  | Miguel Valencia | Canotaje              | K1-200 m                           | Santa Marta 2017 |
| Medalla de plata  | Ysumy Orellana | Canotaje              | K1-500 m                           | Santa Marta 2017 |
| Medalla de plata  | Antonio Cabrera Felipe Peñaloza Elías Tello Cristian Cornejo                                                                                              | Ciclismo              | Persecución por equipos            | Santa Marta 2017 |
| Medalla de plata  | Feipe Peñaloza | Ciclismo              | Omnium                             | Santa Marta 2017 |
| Medalla de plata  | Luis Fernando Sépulveda | Ciclismo              | Scratch                            | Santa Marta 2017 |
| Medalla de plata  | Analía Fernandez Arantza Inostroza Rudy Lepe | Esgrima               | Espada por equipos                 | Santa Marta 2017 |
| Medalla de plata  | Rubén Silva | Esgrima               | Florete                            | Santa Marta 2017 |
| Medalla de plata  | Santiago Varas | Esquí náutico         | Saltos                             | Santa Marta 2017 |
| Medalla de plata  | Camila Vilches Franchesca Santi Martina Castro Paula Carvajal Rayen López                                                                                 | Gimnasia              | Equipo                             | Santa Marta 2017 |
| Medalla de plata  | Fabián Sépulveda | Gimnasia en trampolín | Individual                         | Santa Marta 2017 |
| Medalla de plata  | Joaquín Niemann | Golf                  | Individual                         | Santa Marta 2017 |
| Medalla de plata  | Juan Pérez | Judo                  | 66 kg                              | Santa Marta 2017 |
| Medalla de plata  | Rafael Romo | Judo                  | 90 kg                              | Santa Marta 2017 |
| Medalla de plata  | Camilo Velozo Germán Charpentier Jorge Acevedo Miguel Soffia Rodrigo Rojas                                                                                | Karate                | Kumite por equipos                 | Santa Marta 2017 |
| Medalla de plata  | Germán Charpentier | Karate                | 75 kg                              | Santa Marta 2017 |
| Medalla de plata  | María Fernanda Valdés | Halterofilia          | 90 kg arranque                     | Santa Marta 2017 |
| Medalla de plata  | Bianca Consigliere Isidora Letelier | Nado sincronizado     | Dueto                              | Santa Marta 2017 |
| Medalla de plata  | Beatriz Osorio Bianca Consigliere Catalina Fleckenstein Gloria Carrasco Isidora Letelier Isidora Soto Kelley Kobler Natalie Lubascher Rafaella Signorelli | Nado sincronizado     | Rutina libre combinada por equipos | Santa Marta 2017 |
| Medalla de plata  | Isidora Letelier | Nado Sincronizado     | Solo                               | Santa Marta 2017 |
| Medalla de plata  | Kristel Kobrich | Natación              | 400 m                              | Santa Marta 2017 |
| Medalla de plata  | Raúl Pedraza | Patinaje              | 10000 m eliminación por puntos     | Santa Marta 2017 |
| Medalla de plata  | Javiera Vargas | Patinaje              | 100 m velocidad                    | Santa Marta 2017 |
| Medalla de plata  | Emanuelle Silva | Patinaje              | 300 m contrareeloj                 | Santa Marta 2017 |
| Medalla de plata  | Bernardo Guerrero Felipe Cárdenas Óscar Vasquez Ignacio Abraham                                                                                           | Remo                  | 4x M                               | Santa Marta 2017 |
| Medalla de plata  | César Abaroa Eber Sanhueza Felipe Cárdenas Marcelo Medina                                                                                                 | Remo                  | 4X LM                              | Santa Marta 2017 |
| Medalla de plata  | Ana María Pinto Giselle Delgado | Squash                | Dobles                             | Santa Marta 2017 |
| Medalla de plata  | Ana María Pinto Camila Gallegos Giselle Delgado | Squash                | Equipo                             | Santa Marta 2017 |
| Medalla de plata  | Cristal Meneses Daniela Ortega Judith Morales Paulina Vega                                                                                                | Tenis de mesa         | Dobles abierta                     | Santa Marta 2017 |
| Medalla de plata  | Alejandro Rodríguez Gustavo Gomez Jaime Olivares Manuel Moya                                                                                              | Tenis de mesa         | Equipo                             | Santa Marta 2017 |
| Medalla de plata  | María Vega | Tenis de mesa         | Individual                         | Santa Marta 2017 |
| Medalla de plata  | Andres Aguilar Guillermo Aguilar Ricardo Soto Cristian Cornejo                                                                                            | Tiro con arco         | Ronda olímpica por equipos         | Santa Marta 2017 |
| Medalla de plata  | Florencia Gonzalez Javiera Andrade Tania Maldonado | Tiro con arco         | Ronda olímpica por equipos         | Santa Marta 2017 |
| Medalla de plata  | Catalina Salazar Macarena Salazar Valentina Carvallo | Triatlón              | Equipo                             | Santa Marta 2017 |
| Medalla de plata  | Matías Seguel María Seguel | Vela                  | Snipe mixto                        | Santa Marta 2017 |
| Medalla de plata  | Selección chilena | Voleibol              | Torneo masculino                   | Santa Marta 2017 |
| Medalla de plata  | Esteban Grimalt Marco Grimalt | Voleibol de playa     | Torneo masculino                   | Santa Marta 2017 |
| Medalla de bronce | María Mackenna | Atletismo             | 400 m                              | Santa Marta 2017 |
| Medalla de bronce | Claudio Romero | Atletismo             | Lanzamiento de disco               | Santa Marta 2017 |
| Medalla de bronce | Alejandro Peirano José del Prado Rafael Muñoz Sergio Aldea                                                                                                | Atletismo             | 4 x 400 m                          | Santa Marta 2017 |
| Medalla de bronce | Cristian Araya | Bádminton             | Individual                         | Santa Marta 2017 |
| Medalla de bronce | Joseph Cherkashyn | Boxeo                 | Peso medio                         | Santa Marta 2017 |
| Medalla de bronce | Miguel Veliz | Boxeo                 | Peso pesado                        | Santa Marta 2017 |
| Medalla de bronce | Christopher Zañartu | Boxeo                 | Peso semipesado                    | Santa Marta 2017 |
| Medalla de bronce | Eduardo Zuleta | Boxeo                 | Peso wélter                        | Santa Marta 2017 |
| Medalla de bronce | Nancy Millan | Canotaje              | C1-200 m                           | Santa Marta 2017 |
| Medalla de bronce | Julián Cortés Miguel Valencia | Canotaje              | K2-200 m                           | Santa Marta 2017 |
| Medalla de bronce | Fabiola Zamorano Goviana Reyes | Canotaje              | K2-500 m                           | Santa Marta 2017 |
| Medalla de bronce | Catalina Aros Marieli Urriola | Saltos ornamentales   | 3 m sincronizado                   | Santa Marta 2017 |
| Medalla de bronce | Patricio Almonacid | Ciclismo de ruta      | Contrarreloj                       | Santa Marta 2017 |
| Medalla de bronce | Anany Muñoz Carolina Oyarzo Daniela Guajardo Paula Villalón                                                                                               | Ciclismo de pista     | Persecución por equipos            | Santa Marta 2017 |
| Medalla de bronce | Elías Tello | Ciclismo de pista     | Persecución individual             | Santa Marta 2017 |
| Medalla de bronce | Elías Tello | Ciclismo de pista     | Carrera por puntos                 | Santa Marta 2017 |
| Medalla de bronce | Pablo Nuñez Rodrigo Gonzalez Rolf Nickel | Esgrima               | Espada por equipos                 | Santa Marta 2017 |
| Medalla de bronce | Rolf Nickel | Esgrima               | Espada                             | Santa Marta 2017 |
| Medalla de bronce | Arantza Inostroza Bárbara Ahumada Rudy Lepe | Esgrima               | Florete por equipos                | Santa Marta 2017 |
| Medalla de bronce | Arantza Inostroza | Esgrima               | Florete                            | Santa Marta 2017 |
| Medalla de bronce | Manuel Bahamonde Ricardo Álvarez Victor Contreras | Esgrima               | Sable por equipos                  | Santa Marta 2017 |
| Medalla de bronce | Santiago Varas | Esquí náutico         | Figuras                            | Santa Marta 2017 |
| Medalla de bronce | Josefa Gonzalez | Esquí náutico         | Figuras                            | Santa Marta 2017 |
| Medalla de bronce | Vicente Carcamo | Esquí náutico         | Wakeboard                          | Santa Marta 2017 |
| Medalla de bronce | Javiera Rubilar | Gimnasia rítmica      | Aro                                | Santa Marta 2017 |
| Medalla de bronce | Javiera Rubilar | Gimnasia rítmica      | Balón                              | Santa Marta 2017 |
| Medalla de bronce | Javiera Rubilar | Gimnasia rítmica      | Mazas                              | Santa Marta 2017 |
| Medalla de bronce | Joel Álvarez | Gimnasia              | Barras paralelas                   | Santa Marta 2017 |
| Medalla de bronce | Joel Álvarez | Gimnasia              | Suelo                              | Santa Marta 2017 |
| Medalla de bronce | Christian Bruno Gabriel Flores Ignacio Pizarro Ignacio Varas Joel Álvarez                                                                                 | Gimnasia              | Equipo                             | Santa Marta 2017 |
| Medalla de bronce | Franchesca Santi | Gimnasia              | Salto                              | Santa Marta 2017 |
| Medalla de bronce | Francisco Solís | Judo                  | +100 kg                            | Santa Marta 2017 |
| Medalla de bronce | Mary Dee Vargas | Judo                  | 48 kg                              | Santa Marta 2017 |
| Medalla de bronce | Karina Orellana | Judo                  | 63 kg                              | Santa Marta 2017 |
| Medalla de bronce | Gabriela Bruna | Karate                | 50 kg                              | Santa Marta 2017 |
| Medalla de bronce | Jorge Acevedo | Karate                | 84 kg                              | Santa Marta 2017 |
| Medalla de bronce | Andres Ayub | Lucha grecorromana    | 130 kg                             | Santa Marta 2017 |
| Medalla de bronce | Juan Peralta | Lucha libre           | 74 kg                              | Santa Marta 2017 |
| Medalla de bronce | Kristel Kobrich | Natación              | 400 m combinados                   | Santa Marta 2017 |
| Medalla de bronce | Oliver Elliot | Natación              | 50 m libres                        | Santa Marta 2017 |
| Medalla de bronce | Camila Soto | Patinaje artístico    | Danza                              | Santa Marta 2017 |
| Medalla de bronce | Francisca Cabrera | Patinaje artístico    | Libre                              | Santa Marta 2017 |
| Medalla de bronce | Alejandra Traslaviña | Patinaje de velocidad | 1000 m                             | Santa Marta 2017 |
| Medalla de bronce | Alejandra Traslaviña | Patinaje de velocidad | 10000 m eliminación por puntos     | Santa Marta 2017 |
| Medalla de bronce | Lucas Silva | Patinaje de velocidad | 300 m contrarreloj                 | Santa Marta 2017 |
| Medalla de bronce | Javiera Vargas | Patinaje de velocidad | 300 m contrarreloj                 | Santa Marta 2017 |
| Medalla de bronce | Emanuelle Silva | Patinaje de velocidad | 500 m                              | Santa Marta 2017 |
| Medalla de bronce | Alejandra Traslaviña | Patinaje de velocidad | Media maratón                      | Santa Marta 2017 |
| Medalla de bronce | Francisco Troncoso Johan Igor | Raquetbol             | Dobles                             | Santa Marta 2017 |
| Medalla de bronce | Carla Muñoz | Raquetbol             | Individual                         | Santa Marta 2017 |
| Medalla de bronce | Jaime Pinto Rafael Allendes Sebastián Gallegos | Squash                | Equipo                             | Santa Marta 2017 |
| Medalla de bronce | Jaime Pinto | Squash                | Individual                         | Santa Marta 2017 |
| Medalla de bronce | Ana María Pinto | Squash                | Individual                         | Santa Marta 2017 |
| Medalla de bronce | Giselle Delgado | Squash                | Individual                         | Santa Marta 2017 |
| Medalla de bronce | Fernanda Aguirre | Taekwondo             | 57 kg                              | Santa Marta 2017 |
| Medalla de bronce | Ignacio Morales | Taekwondo             | 68 kg                              | Santa Marta 2017 |
| Medalla de bronce | Bryan Zapata | Taekwondo             | -54 kg                             | Santa Marta 2017 |
| Medalla de bronce | Jorge Ramos | Taekwondo             | 58 kg                              | Santa Marta 2017 |
| Medalla de bronce | Belén Briceño | Taekwondo             | 49 kg                              | Santa Marta 2017 |
| Medalla de bronce | Bastian Muñoz | Taekwondo             | 80 kg                              | Santa Marta 2017 |
| Medalla de bronce | Bastian Malla Hans Podlipnik Tomas Barrios | Tenis                 | Copa de naciones                   | Santa Marta 2017 |
| Medalla de bronce | Fernanda Brito | Tenis                 | Individual                         | Santa Marta 2017 |
| Medalla de bronce | Alejandro Rodríguez Cristal Meneses Daniela Ortega Gustavo Gomez Jaime Olivares Judith Morales Manuel Moya Maria Vega                                     | Tenis de mesa         | Dobles mixtos abierto              | Santa Marta 2017 |
| Medalla de bronce | Anyelo Parada Eusebio Calderón Gonzalo Moncada | Tiro                  | Rifle libre por equipos            | Santa Marta 2017 |
| Medalla de bronce | Alejandro Martín | Tiro con arco         | 50 m compuesto                     | Santa Marta 2017 |
| Medalla de bronce | Javiera Andrades Ricardo Soto | Tiro con arco         | Ronda olímpica recurvo mixta       | Santa Marta 2017 |
| Medalla de bronce | Gaspar Riveros Javier Tapia Martín Ulloa | Triatlón              | Equipo                             | Santa Marta 2017 |
| Medalla de bronce | Gaspar Riveros Macarena Salazar Martín Ulloa Valentina Carvallo                                                                                           | Triatlón              | Relevos mixtos                     | Santa Marta 2017 |
| Medalla de bronce | Valentina Carvallo | Triatlón              | Individual                         | Santa Marta 2017 |
| Medalla de bronce | Clemente Seguel | Vela                  | Laser                              | Santa Marta 2017 |
| Medalla de bronce | Eduardo Herman | Vela                  | RSX                                | Santa Marta 2017 |

| Evento          |    |    |    | T   | Detalle |
| --------------- | -- | -- | -- | --- | --- |
| Valledupar 2022 | 26 | 34 | 57 | 117 | Atletismo, 5000 m; Carlos Díaz Atletismo, Salto de altura; Nicolás Numair Canotaje, K2-500 m; Marcelo Godoy y Miguel Valencia Canotaje, K2-500 m; Daniela Castillo y Jeanarett Valenzuela Canotaje, K4-500 m; Marcelo Godoy, Miguel Valencia, Matías Nuñez y Julián Cartes Ciclismo de montaña, Campo traviesa; Sebastián Miranda Ciclismo de ruta, Individual; Aranza Villalón Esgrima, Florete; Katina Proestakis Esquí náutico, Figuras; Matías Gónzalez Esquí náutico, Saltos; Agustina Varas, Esquí náutico, Saltos; Emile Ritter Gimnasia, Suelo; Franchesca Santi Karate, +84 kg; Rodrigo Rojas Karate, -55 kg; Valentina Toro, Karate, Equipo; Carolina Videla, Fernanda Vega, Ignacia Morales, Javiera Gonzalez y Valentina Toro |
| Total           | 26 | 34 | 57 | 117 | |

| Deporte               | Oro | Plata | Bronce | Total |
| --------------------- | --- | ----- | ------ | ----- |
| Remo                  | 15  | 6     | 1      | 22    |
| Atletismo             | 10  | 7     | 8      | 25    |
| Tiro                  | 9   | 4     | 2      | 15    |
| Canotaje              | 6   | 9     | 5      | 20    |
| Tenis                 | 6   | 0     | 2      | 8     |
| Esquí náutico         | 4   | 5     | 4      | 13    |
| Tenis de mesa         | 4   | 4     | 9      | 17    |
| Natación              | 3   | 3     | 3      | 9     |
| Judo                  | 3   | 2     | 8      | 13    |
| Karate                | 3   | 2     | 8      | 13    |
| Ciclismo              | 2   | 6     | 10     | 18    |
| Esgrima               | 2   | 6     | 9      | 17    |
| Halterofilia          | 2   | 5     | 6      | 13    |
| Patinaje              | 2   | 4     | 11     | 17    |
| Tiro con arco         | 2   | 4     | 4      | 10    |
| Taekwondo             | 2   | 3     | 8      | 13    |
| Gimnasia              | 2   | 2     | 9      | 13    |
| Billar                | 2   | 2     | 2      | 6     |
| Deportes subacuáticos | 2   | 1     | 1      | 4     |
| Rugby seven           | 2   | 0     | 0      | 2     |
| Pelota vasca          | 1   | 4     | 2      | 7     |
| Voleibol de playa     | 1   | 2     | 0      | 3     |
| Balonmano             | 1   | 2     | 0      | 3     |
| Voleibol              | 1   | 1     | 0      | 2     |
| Squash                | 0   | 3     | 8      | 11    |
| Nado sincronizado     | 0   | 3     | 2      | 5     |
| Triatlón              | 0   | 2     | 4      | 6     |
| Vela                  | 0   | 2     | 2      | 4     |
| Boxeo                 | 0   | 1     | 6      | 7     |
| Hockey sobre césped   | 0   | 1     | 0      | 1     |
| Golf                  | 0   | 1     | 0      | 1     |
| Raquetbol             | 0   | 0     | 5      | 5     |
| Lucha                 | 0   | 0     | 3      | 3     |
| Surf                  | 0   | 0     | 3      | 3     |
| Saltos ornamentales   | 0   | 0     | 3      | 3     |
| Bádminton             | 0   | 0     | 1      | 1     |
| Baloncesto            | 0   | 0     | 1      | 1     |
| Total                 | 87  | 97    | 150    | 334   |